# The Weekend Away
Pour plus de détails, voir Fiche technique et Distribution.
The Weekend Away est un film américain réalisé par Kim Farrant et sorti en 2022.

## Synopsis
Beth, une jeune mère, part en vacances en Croatie avec Kate, sa meilleure amie. Après une soirée, Kate disparaît.
De retour à Londres, Rob veut se réconcilier, mais Beth refuse. En cherchant ses clés de voiture, elle trouve les perles d'un collier qu'elle a donné à Kate dans la poche du manteau de Rob. Elle se rend compte que Rob a tué Kate et le confronte alors qu'il était en ligne avec la police. Il admet qu'il s'est rendu en Croatie pour empêcher Kate de révéler leur liaison, s'est disputé avec elle et l'a poussée à l'eau avant de s'enfuir. La police l'arrête et Beth part avec son bébé.

## Fiche technique
- Titre : The Weekend Away
- Réalisation : Kim Farrant
- Scénario : Sarah Alderson d'après son roman
- Musique : Daniel Wohl
- Photographie : Noah Greenberg
- Montage : Sophie Corra
- Production : Charlie Morrison, Ben Pugh et Erica Steinberg
- Société de production : Netflix et 42
- Pays :  États-Unis
- Genre : Drame et thriller
- Durée : 89 minutes
- Dates de sortie : 
  - Netflix : 3 mars 2022

## Distribution
- Leighton Meester (VF : Laëtitia Godès) : Beth
- Christina Wolfe (VF : Audrey Sourdive) : Kate
- Ziad Bakri (VF : Serge Faliu) : Zain
- Luke Norris (VF : Marc Arnaud) : Rob
- Amar Bukvic (VF : Lionel Tua) : Pavic
- Iva Mihalic (VF : Anne Dolan) : Kovac
- Adrian Pezdirc (VF : Alexandre Gillet) : Sebastian
- Marko Braic (VF : Aurélien Raynal) : Luka
- Lujo Kuncevic (VF : Cédric Ingard) : Mateo
- Parth Thakerar (VF : Sacha Petronijevic) : Jay
- Ivana Krizmanic (VF : Jessie Lambotte) : l'avocate

## Production
Le film a été tourné en Croatie, à Split et Zagreb.

## Accueil
Le film a reçu un accueil mitigé de la critique. Il obtient un score moyen de 51 % sur Metacritic.